# Repülés a Rett-szindrómáért
A Repülés a Rett-szindrómáért egy interkontinentális jótékonysági repülés volt Keszthely és Sydney között 2002-2003-ban Kántás Andor kereskedelmi pilótával és társával, Latky Csongorral.

## A repülés célja
Az interkontinentális jótékonysági repülés célja az volt, hogy felhívja a közvélemény figyelmét a Rett-szindróma nevű betegségre, és segítse egy fejlesztő központ létrehozását a halmozottan sérült gyermekek javára Keszthelyen. Az út egyben sportteljesítmény is volt, amely megmutatta a világnak, hogy magyar pilóta magyar gyártmányú repülőgéppel, egy Apollo Foxszal képes ilyen repülésre. A HA-YNAU lajstromjelű gépet Kántás Andor Lúcia nevű lányáról nevezték el, aki Rett-szindrómában szenved. A betegség egy olyan összetett központi idegrendszeri működési zavar, amely főként lányokat érint. A gyermekek halmozottan sérültek, állandó felügyeletet és segítséget igényelnek.

## Fejlemények
- 2003. január 30-án landoltak Sydney- Bankstown repülőterén.
- 2003. február 7. folytatta az útját egy másik barátjával a Melbourne melletti Avalon Airshow-ra.
- 2003. március elején megalakult hét kuratórium taggal a Lúcia Nyílt Alapítvány a Halmozottan Sérült Gyermekekért.
- 2003. októberben folytatta a repülését Európában. A cél ugyanaz volt, de most már Ragályi Elemér Kossuth-díjas operatőr támogatásával forgattak bemutató filmet a kiemelten jól működő hasonló európai intézményekről.
- 2007. őszén elkészült Keszthelyen az intézmény.
- 2009. nyarán az intézmény pályázati úton nyert 45 millió forintot, ebből a támogatásból szeptember és december között modernizálták az intézményt.
- 2009. től napjainkig a Lúcia Alapítvány pályázati pénzek beszerzésével támogatja az Intézményt "Gondviselés Házát"
- 2016. A "Lúcia repülőgép"  megtekinthető Balatokeresztúr repülőterén.